# Neolochmaea transversicollis
Neolochmaea transversicollis là một loài bọ cánh cứng trong họ Chrysomelidae. Loài này được Jacoby miêu tả khoa học năm 1886.